# Lago Keret'
Il lago Keret' (in russo Кереть? o Керетьозеро; in careliano: Kierettijärvi) è un lago della Russia. Si trova nel Louchskij rajon della Repubblica di Carelia. 

## Descrizione
Il lago è caratterizzato da una costa fortemente frastagliata, con numerose baie. La parte meridionale si chiama Pirtozero, la parte settentrionale lago Plotičnoe. Ci sono 140 isole sul lago con una superficie totale di 53 km², la più grande delle quali è Vičany (lunga più di 10 km). Ha alcuni piccoli immissari (Kapustnaja, Travjanaja, Harva, Niva, Njala) e come emissario il fiume Keret' (lungo 80 km), tributario del mar Bianco, che sfocia nel golfo di Kandalakša. Il Keret' ha una superficie di 223 km². Gela dall'inizio di novembre, sino a fine maggio. L'acqua in estate si riscalda fino a 20-21 gradi. Le sponde nella parte settentrionale del lago sono basse, spesso paludose o sabbiose, nella parte meridionale sono presenti sponde elevate con affioramenti granitici.
L'autostrada «Kola» (San Pietroburgo - Murmansk) corre lungo la sponda orientale del lago.

## Ittiofauna
Il lago è popolato da: coregone, coregone bianco, pesce persico, Rutilus, luccio, abramide e bottatrice.